# アートホール東洲館
アートホール東洲館（アートホールとうしゅうかん）は、北海道深川市にある美術館。
深川市出身の書家、小川東洲の作品や洋画家の松島正幸ほか、数々の芸術作品を展示する。深川駅からほど近い、深川市経済センタービルの2階に位置する。館長は洋画家の渡辺貞之。開館は2001年5月19日。

## 概要
アートホール東洲館は、市民同士の交流を美術を通して振興する目的で、2001年に深川市経済センタービルの2階にオープンした。館内では、深川市が出身地の小川東洲、松島正幸による作品のギャラリー展示が中心で、そのほか北の日本画展などさまざまな企画展示を行う。特に通路伝いに展示されている美術作品は市民の手によるものである。
また、各種イベントも開催。デッサン会やコンサート、子供向け美術教室など、市民が参加できる催し物が開かれている。館内はすべてバリアフリー建築が施されており、高齢者や身体に障害を持つ人々にもやさしいつくりとなっている。
近年では空知美術教育研究会が会員展などを開催。ほか企画展として2004年5月に熊野勝太による「点描イラスト画展」、2006年10月に「森脇啓好写真展」、同年11月からローギュラート展を行った。2007年には旭川出身で神奈川県在住の写真家谷口雅彦写真展「からだについての写真表現」を開催、同時に元山海塾メンバーで舞踏家工藤丈輝氏の舞踏公演と氏をモデルとしたデッサン会を開催した。
2015年8月には、東日本大震災をきっかけに創設された【3.11を忘れない写真家の会】（代表谷口雅彦）の巡回写真展「Keep in mind　－あの町の記憶といま－」を北海道でいち早く開催、同時に福島の唄うたいエイブ（ave）を招き復興祈念LIVEを開催好評を博す。
子供向けには「子どもと文化を創る会」などを結成し、美術を通した教育や交流に力を入れている。

### 施設情報
住所
深川市1条9番19号 深川市経済センタービル2F
開館時間
午前10時から午後6時
定休日
毎週月曜日/年末年始
入館料
無料